# Baloto

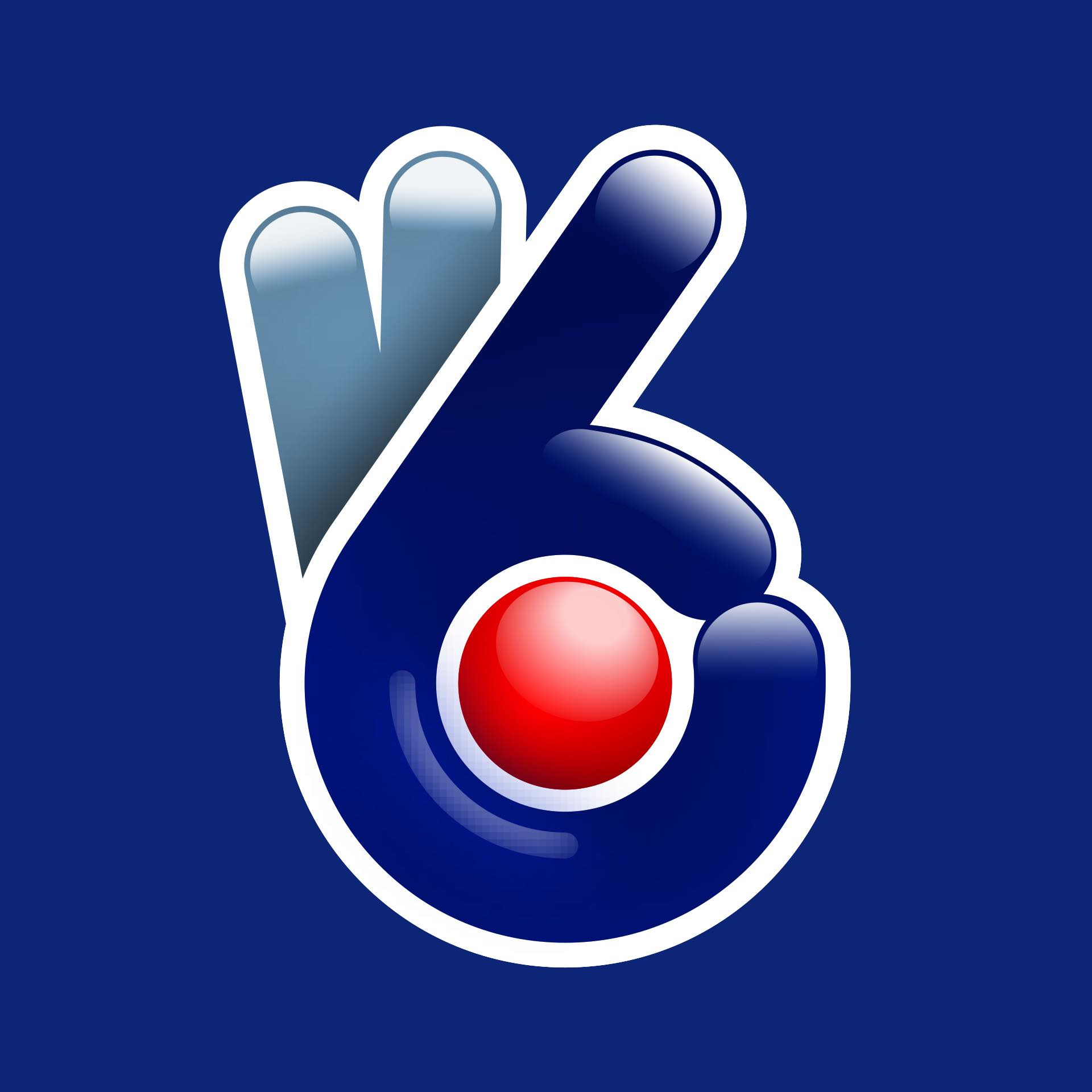

Baloto es un juego novedoso de tipo loto en línea de suerte y azar en Colombia, donde el jugador por $9.000 apuesta por un gran acumulado multimillonario inicial de $4.000 millones de pesos colombianos, que se irá acumulando en cada sorteo, si no se tiene un ganador.
Dado que Baloto es un juego paramutual, las cifras exactas de cuánto se gana en el Baloto son difíciles de determinar. Sin embargo, aquí hay un desglose aproximado de la tabla de premios Baloto:
Superbalota Única: 5.700 pesos (reembolso del costo del boleto).
1 Acierto: Sin premio.
1 Acierto + Superbalota: 5.700 pesos (reembolso del costo del boleto).
2 Aciertos: Sin premio.
2 Aciertos + Superbalota: 10.337 pesos (promedio).
3 Aciertos: 10.397 pesos (promedio).
3 Aciertos + Superbalota: 47.547 pesos (promedio).
4 Aciertos: 137.752 pesos (promedio).
4 Aciertos + Superbalota: 2.063.667 pesos (promedio).
5 Aciertos: 33.886.364 pesos (promedio).
5 Aciertos + Superbalota: Premio Mayor, a partir de 4.000 millones de pesos.
En 2012, Baloto introdujo una mecánica llamada Revancha, la cual consiste en un juego de tipo loto en línea de suerte y azar, donde el jugador, con los mismos números apostados en Baloto y por $2.100 adicionales, participa por un acumulado multimillonario inicial de $1.000 millones.
En 2022, Operador Nacional de Juegos (ONJ), llegó a administrar Baloto Revancha con rotundo éxito. Además, en 2023, introdujo una nueva mecánica para hacer nuevos millonarios llamada MiLoto, la cual consiste en acertar cinco números, en cualquier orden, del 1 al 43. Esta mecánica va dirigida a aquellos que se la juegan por cumplir sus sueños, donde por solo $4.000 podrán ganar un acumulado desde $120 millones. En 2024 se puso en marcha ColorLoto, en el que pueden ganar acertando seis números y seis colores, en cualquier orden, del 1 al 7, y los colores amarillo, verde, azul, rojo, negro y blanco.
La probabilidad de acertar el premio acumulado es de 1:15'401.568. Baloto llegó al acumulado de 117 000 millones de pesos, que equivalen aproximadamente a 37 millones de dólares, el más alto en la historia de Colombia en 2012.
Baloto Revancha juega los días Lunes, miércoles y sábados por la noche, entre las 11:00 p. m. y 11:15 p. m., después del cierre de ventas, en presencia de todas las autoridades y a través del Canal 1, ONJ procede a realizar el sorteo donde se escogen al azar los 6 números ganadores.
Por su parte, MiLoto juega los lunes, martes, jueves y viernes por la noche, entre las 11:00 p. m. y 11:15 p. m., después del cierre de ventas, en presencia de todas las autoridades.
ColorLoto juega los lunes y jueves por la noche, entre las 10:30 p. m. y 10:45 p. m., después del cierre de ventas, en presencia de todas las autoridades.
Baloto se puede comprar en más de 43 mil puntos de Su Red y SuperGIROS de todo el país, una red que seguirá creciendo día a día y también podrá encontrarla en las principales cadenas de grandes superficies. Además, lo puede comprar desde su celular o computador a través de la página web https://www.baloto.com/